# Robert Hamill
Robert Miles Hamill –conocido como Rob Hamill– (Whakatane, 4 de enero de 1964) es un deportista neozelandés que compitió en remo. Ganó una medalla de plata en el Campeonato Mundial de Remo de 1994, en la prueba de doble scull ligero.

## Palmarés internacional
| Campeonato Mundial | Campeonato Mundial            | Campeonato Mundial | Campeonato Mundial |
| Año                | Lugar                         | Medalla            | Prueba             |
| ------------------ | ----------------------------- | ------------------ | ------------------ |
| 1994               | Indianápolis (Estados Unidos) | Medalla de plata   | Doble scull ligero |